# Norcodeína
La norcodeína es un análogo opiáceo, derivado N-desmetilado de la codeína. Presenta una actividad opioide relativamente baja por sí sola, pero se forma como metabolito de la codeína tras la ingestión.
Es una sustancia estupefaciente controlada de la Lista I en EE. UU., con el número ACSCN 9309 y una cuota anual de fabricación cero. Las sales utilizadas son acetato (ratio de conversión de base libre: 0.826), yodhidrato (0.662), clorhidrato (0.759), nitrato (0.819), clorhidrato de platino (0.582) y sulfato (0.744).